# Шарафетдинов, Рашид Имамович
Раши́д Има́мович Шарафетди́нов (10 июля 1943, Цильнинский район, Ульяновская область — 21 ноября 2012) — советский легкоатлет, специалист по бегу на длинные дистанции и кроссу. Выступал на всесоюзном уровне в 1965—1975 годах, чемпион Всемирной Универсиады в Турине, серебряный и бронзовый призёр чемпионатов Европы, многократный победитель и призёр чемпионатов СССР, обладатель рекорда СССР и России в беге на 20 000 метров, участник двух летних Олимпийских игр. Представлял Ленинград и спортивное общество «Динамо». Мастер спорта СССР международного класса. Тренер по лёгкой атлетике.

## Биография
Рашид Шарафетдинов родился 10 июля 1943 года в посёлке Елховое Озеро Ульяновской области.
Начал заниматься лёгкой атлетикой в 1964 году, проходил подготовку в Ленинграде под руководством заслуженного тренера Бориса Михайловича Фадеева. Окончил Ленинградский государственный педагогический институт имени А. И. Герцена, где обучался на факультете физической культуры и спорта. Выступал за добровольное спортивное общество «Динамо».
Впервые заявил о себе на взрослом всесоюзном уровне в сезоне 1966 года, когда выиграл серебряную медаль в беге на 5000 метров на чемпионате СССР в Днепропетровске.
В 1967 году вошёл в состав советской сборной и побывал на Европейских легкоатлетических играх в Праге, откуда привёз награду серебряного достоинства, выигранную в беге на 3000 метров.
В 1968 году одержал победу в дисциплине 5 км на чемпионате СССР по кроссу в Ессентуках и в дисциплине 5000 метров на чемпионате СССР в Цахкадзоре. Благодаря череде удачных выступлений удостоился права защищать честь страны на летних Олимпийских играх в Мехико — стартовал в программе бега на 5000 метров, но не смог преодолеть предварительный квалификационный этап.
В 1969 году взял бронзу на чемпионате СССР по кроссу в Кисловодске, на дистанции 5000 метров был лучшим в матчевой встрече СССР — США в Лос-Анджелесе и на чемпионате СССР в Киеве, завоевал серебряную медаль на чемпионате Европы в Афинах.
В 1970 году выиграл кроссовый чемпионат СССР в Кисловодске, матчевую встречу СССР — США в Ленинграде, финишировал третьим на Кубке Европы в Стокгольме. В беге на 10 000 метров превзошёл всех соперников на Всемирной Универсиаде в Турине и на чемпионате СССР в Минске.
В 1971 году выиграл чемпионат СССР по кроссу в Ессентуках, в дисциплине 10 000 метров завоевал золото в матчевой встрече СССР — США в Беркли, был лучшим на дистанциях 5000 и 10 000 метров на чемпионате страны в рамках V летней Спартакиады народов СССР в Москве, в беге на 10 000 метров получил бронзу на чемпионате Европы в Хельсинки — стал первым советским бегуном, сумевшим преодолеть эту дистанцию быстрее 28 минут (27:56,26). Также на соревнованиях в Ленинграде установил рекорд СССР в беге на 20 000 метров — 59:02,0 (этот результат до настоящего времени остаётся действующий национальным рекордом России в данной дисциплине).
В 1972 году добавил в послужной список золотые награды, полученные в дисциплине 12 км на чемпионате СССР по кроссу в Ташкенте и в беге на 10 000 метров на чемпионате СССР в Москве. Участвовал в Олимпийских играх в Мюнхене, где в дисциплине 10 000 метров не смог пройти дальше предварительного забега.
Впоследствии пробовал себя на марафонской дистанции, в частности в 1974 году выиграл марафон «Дорога жизни» (2:24:55) и стал третьим на марафоне в Ужгороде (2:16:58).	
За выдающиеся спортивные достижения удостоен почётного звания «Мастер спорта СССР международного класса».
Помимо занятий спортом служил в Пограничных войсках КГБ СССР, имел звание подполковника. Более 20 лет работал старшим тренером по лёгкой атлетике в ВФСО «Динамо».
Умер 21 ноября 2012 года в возрасте 69 лет. Похоронен на Серафимовском кладбище.